# Gora Beljankina
Gora Beljankina (Transkription von russisch Гора Белянкина) ist ein Nunatak im ostantarktischen Mac-Robertson-Land. In den Prince Charles Mountains ragt er im östlichen Teil der Aramis Range auf.
Russische Wissenschaftler benannten ihn. Der weitere Benennungshintergrund ist nicht hinterlegt.